# İnci Türkay
İnci Türkay (* 15. Juli 1972 in Izmir) ist eine türkische Schauspielerin.

## Leben und Karriere
İnci Türkay wurde am 15. Juli 1972 in Izmir geboren. Sie studierte an der Hacettepe-Universität. Später arbeitete sie im Trabzon Devlet Tiyatrosu. Ihr Debüt gab sie 1993 in der Fernsehserie Ferhunde Hanımlar. Anschließend trat Türkay 2001 in Dünya Varmış auf. Danach spielte sie von 2004 bis 2012 in Sihirli Annem die Hauptrolle. Zwischen 2004 und 2009 war sie mit Ahmet Eroglu verheiratet.
Unter anderem wurde sie 2009 für die Serie Teyzanne gecastet. 2010 spielte Türkay in Cuma'ya Kalsa mit. Ihre nächste Hauptrolle bekam sie 2012 in  Köstebekgiller. Im September 2019 heiratete sie Atilla Saral, mit dem sie seit elf Jahren liiert war.

## Filmografie
Filme
- 2013: Arkadaşım Max
- 2013: Kızım İçin
- 2015: Köstebekgiller: Perili Orman
- 2016: Köstebekgiller 2: Gölge'nin Tılsımı

Serien
- 1993: Ferhunde Hanımlar
- 2001: Dünya Varmış
- 2002: İki Oda Bir Sinan
- 2003–2012: Sihirli Annem
- 2009: Teyzanne
- 2010: Cuma'ya Kalsa
- 2012–2014: Köstebekgiller
- 2016: Rengarenk